# Course en ligne féminine de cyclisme sur route aux Jeux olympiques d'été de 2000
Navigation
Atlanta 1996 Athènes 2004
La course en ligne féminine de cyclisme sur route, épreuve de cyclisme des Jeux olympiques d'été de 2000, a lieu le 26 septembre 2000 dans les rues de Sydney. La course s'est déroulée sur 119.6 km et elle s'est terminée par un sprint massif.

## Résultats
| Rang                                | Cycliste                    | Pays             | Temps           |
| ----------------------------------- | --------------------------- | ---------------- | --------------- |
| Médaille d'or, Jeux olympiques      | Leontien van Moorsel        | Pays-Bas         | 3 h 06 min 31 s |
| Médaille d'argent, Jeux olympiques  | Hanka Kupfernagel           | Allemagne        | + 0 s           |
| Médaille de bronze, Jeux olympiques | Diana Žiliūtė               | Lituanie         | + 0 s           |
| 4.                                  | Anna Wilson                 | Australie        | + 0 s           |
| 5.                                  | Svetlana Boubnenkova        | Russie           | + 0 s           |
| 6.                                  | Magali le Floc'h            | France           | + 0 s           |
| 7.                                  | Zulfiya Zabirova            | Russie           | + 0 s           |
| 8.                                  | Heidi Van De Vijver         | Belgique         | + 0 s           |
| 9.                                  | Yvonne Schnorf              | Suisse           | + 0 s           |
| 10.                                 | Sara Symington              | Royaume-Uni      | + 0 s           |
| 11.                                 | Geneviève Jeanson           | Canada           | + 0 s           |
| 12.                                 | Mirjam Melchers             | Pays-Bas         | + 0 s           |
| 13.                                 | Rasa Polikevičiūtė          | Lituanie         | + 0 s           |
| 14.                                 | Joane Somarriba             | Espagne          | + 0 s           |
| 15.                                 | Alessandra Cappellotto      | Italie           | + 0 s           |
| 16.                                 | Nicole Brändli              | Suisse           | + 0 s           |
| 17.                                 | Tatiana Stiajkina           | Ukraine          | + 0 s           |
| 18.                                 | Jacinta Coleman             | Nouvelle-Zélande | + 0 s           |
| 19.                                 | Oksana Saprykina            | Ukraine          | + 0 s           |
| 20.                                 | Cindy Pieters               | Belgique         | + 0 s           |
| 21.                                 | Pia Sundstedt               | Finlande         | + 0 s           |
| 22.                                 | Lyne Bessette               | Canada           | + 0 s           |
| 23.                                 | Tracey Watson               | Australie        | + 0 s           |
| 24.                                 | Yvonne McGregor             | Royaume-Uni      | + 0 s           |
| 25.                                 | Edita Pučinskaitė           | Lituanie         | + 6 s           |
| 26.                                 | Jeannie Longo-Ciprelli      | France           | + 6 s           |
| 27.                                 | Ceris Gilfillan             | Royaume-Uni      | + 6 s           |
| 28.                                 | Juanita Feldhahn            | Australie        | + 6 s           |
| 29.                                 | Monica Valvik               | Norvège          | + 1 min 31 s    |
| 30.                                 | Petra Rossner               | Allemagne        | + 2 min 46 s    |
| 31.                                 | Valeria Cappellotto         | Italie           | + 2 min 46 s    |
| 32.                                 | Priska Doppmann             | Suisse           | + 3 min 46 s    |
| 33.                                 | Valentyna Karpenko          | Ukraine          | + 4 min 02 s    |
| 34.                                 | Fátima Blázquez             | Espagne          | + 4 min 02 s    |
| 35.                                 | Ingunn Bollerud             | Norvège          | + 4 min 02 s    |
| 36.                                 | Roz Reekie-May              | Nouvelle-Zélande | + 4 min 03 s    |
| 37.                                 | Chantal Beltman             | Pays-Bas         | + 4 min 03 s    |
| 38.                                 | Solrun Flatås               | Norvège          | + 4 min 33 s    |
| 39.                                 | Catherine Marsal            | France           | + 4 min 33 s    |
| 40.                                 | Vanja Vonckx                | Belgique         | + 6 min 09 s    |
| 41.                                 | Miho Oki                    | Japon            | + 6 min 09 s    |
| 42.                                 | Olga Slyusareva             | Russie           | + 6 min 56 s    |
| 43.                                 | Clara Hughes                | Canada           | + 10 min 18 s   |
| 44.                                 | Cláudia Carceroni-Saintagne | Brésil           | + 17 min 48 s   |
| 45.                                 | Chen Chiung-Yi              | Taipei chinois   | + 21 min 29 s   |
| 46.                                 | Dania Pérez                 | Cuba             | + 21 min 57 s   |
| 47.                                 | Nicole Freedman             | États-Unis       | + 21 min 57 s   |
| 48.                                 | Mercedes Cagigas            | Espagne          | + 21 min 58 s   |
| 49.                                 | Janildes Fernandes          | Brésil           | + 28 min 41 s   |

## Abandons
| Bianca Netzler      | Samoa            |
| Deirdre Murphy      | Irlande          |
| Ina-Yoko Teutenberg | Allemagne        |
| Karen Kurreck       | États-Unis       |
| Mari Holden         | États-Unis       |
| Roberta Bonanomi    | Italie           |
| Susy Pryde          | Nouvelle-Zélande |
| Yoanka González     | Cuba             |

## Sources
- Résultats complets